# Свети Илиодор и Доса
Свети Илиодор и Доса су хришћански светитељи и мученици из Месопотамије.
Хелиодор је био сиријски епископ Бет Забдаја у Месопотамији. Доса је такође био епископбу Месопотамији. 344. године персијски цар Шапур напао је Грчку. У свом походу персијанци су рушили хришћанске цркве, уништавали свете иконе и спаљивали светитељске мошти. Свети Илиодор и свети Доса неустрашиво су изобличили безбожност персијаца и објавили да је вера у Господа Исуса Христа једина истинита вера. Цар Шапур је наредио да их ухапсе и одведе у Персију. Док је Илиодор лежао на самрти у Даскарати, посветио је Дасу за свог наследника. Даса је са 275 пратилаца посечен у Масабадану у Медији, након што је одбила да се поклоне њиховом паганском божанству сунца.
Њихово мученичко страдање десило се 344. године.
Православна црква прославља свете мученике Илиодора и Досу 20. августа.